# Projekt NG564
Das Projekt NG564 bezeichnet ein Schiffbauprojekt des britischen Planungsbüros BMT Nigel Gee für die portugiesische Reederei Atlantic Ferries. Von dem Schiffstyp wurden zwei Einheiten gebaut.

## Geschichte
Die Schiffe wurden am 24. Juli 2006 bestellt. Gebaut wurden sie auf der portugiesischen Werft Estaleiros Navais de Peniche. Beide Einheiten wurden am 15. März 2007 auf Kiel gelegt. Die Ablieferung der Schiffe an Atlantic Ferries erfolgte am 4. Dezember 2008.
Die Schiffe verkehren zwischen Setúbal und der Halbinsel Tróia.

## Beschreibung
Die Schiffe sind als Katamarane ausgelegt. Auf den beiden Rümpfen sind die aus zwei Decks bestehenden Aufbauten aufgesetzt. Auf dem Hauptdeck befinden sich unter anderem die Zugänge zum Schiff sowie Sitzplätze für die Passagiere. Auf dem darüberliegenden Deck befinden sich im mittleren Bereich weitere Sitzplätze für die Passagiere. Dahinter befindet sich ein offener Decksbereich mit weiteren Sitzplätzen. Im vorderen Bereich des Decks befindet sich die Brücke der Schiffe sowie ein Aufenthaltsbereich für die Schiffsbesatzung. Die Passagierkapazität der Schiffe beträgt 350 Personen. Die Schiffsbesatzung besteht aus vier Personen.
Angetrieben werden die Schiffe von zwei Caterpillar-Dieselmotoren des Typs 3406E mit jeweils circa 350 kW Leistung. Die Motoren wirken auf zwei Schottel-Propellergondeln des Typs SRP 330. Die Schiffe erreichen eine Geschwindigkeit von bis zu 13,5 kn. Die Antriebseinheiten sind in den beiden Rümpfen untergebracht.
Für die Stromerzeugung stehen zwei von Volvo-Penta-Dieselmotoren des Typs D5A TA angetriebene Generatoren mit jeweils 107 kVA Scheinleistung zur Verfügung. Der Notgenerator wird von einem Caterpillar-Dieselmotor des Typs C4.4 ACERT angetrieben.

## Schiffe
| Projekt NG564   | Projekt NG564 | Projekt NG564 | Projekt NG564                                   |
| Bauname         | Baunummer     | IMO-Nummer    | Kiellegung Stapellauf Ablieferung               |
| --------------- | ------------- | ------------- | ----------------------------------------------- |
| Roaz Corvineiro | C-45          | 9428231       | 15. März 2007 17. Januar 2008 4. Dezember 2008  |
| Garca Branca    | C-46          | 9428243       | 15. März 2007 15. Februar 2008 4. Dezember 2008 |

Die Fähren werden unter der Flagge Portugals mit Heimathafen Setúbal betrieben. Benannt sind sie nach Tieren: dem Großen Tümmler und dem Silberreiher.